# عزيزة محرم فهيم
عزيزة مُحرم فهيم، كابتن طيار مدني.

## السيرة الذاتية
عزيزة مُحرم، ابنة الشيخ «محرم فهيم» نقيب المحامين الشرعيين سابقاً، وزوجة الطيار «على ذهنى»، ولدت في إبريل عام 1919، أتمت دراستها الثانوية بمدرسة «الليسيه» عام 1943، وفي عام 1945 التحقت بمعهد مصر للطيران، أما في عام 1948 التحقت بالعمل كمدرسة للطلبة الجدد، ثُم تدرجت في المناصب إلى أن أصبحت كبيرة معلمي معهد «مصر للطيران» سنة 1957، ثم مديرا لمعهد الطيران المدني.

## الأعمال والإنجازات
1. أول سيدة تدرب الطيارين المصريين.[3]
2. أول امرأة مصرية تتقلد منصب كبيرة معلمين بمصر للطيران عام 1957.
3. أصبحت أول مديرة «لمعهد مصر للطيران» عام 1958، بعد أن طارت 22 ألف ساعة، منها رحلة فوق جامعة القاهرة لتلقي إعلانات تدعو الطالبات لتعلم الطيران.

## تكريمات
1. تكريم «رابطة الخطوط الجوية» بعد أن خرجت 300 طيار مصري وعربي وإفريقي.[1]
2. منحت من الرئيس الراحل «جمال عبد الناصر» نيشان الجمهورية عام 1959.[4]
3. منحت من الرئيس «حسني مبارك» وسام العلوم والفنون من الطبقة الأولى عام 1983.[4]

## الوفاة
توفيت في «أغسطس» 1997.